# The Knife Feels Like Justice
The Knife Feels Like Justice è il primo album in studio del cantautore statunitense Brian Setzer, pubblicato nel 1986.

## Tracce
1. The Knife Feels Like Justice
2. Haunted River
3. Boulevard of Broken Dreams
4. Bobby's Back
5. Radiation Ranch
6. Chains Around Your Heart
7. Maria
8. Three Guys
9. Aztec
10. Breath of Life
11. Barbwire Fence